# ایوان سانتارومیتا
ایوان سانتارومیتا (ایتالیایی: Ivan Santaromita؛ زادهٔ ۳۰ آوریل ۱۹۸۴) دوچرخه‌سوار اهل ایتالیا است.
از باشگاه‌هایی که در آن رکاب زده‌است می‌توان به تیم کوئیک‌استپ فلورز، تیم کوئیک‌استپ فلورز، لیکویگاس، تیم بی‌ام‌سی، تیم اوریکا–اسکات، و نیپو–وینی فانتینی اشاره کرد.